# Americana (cultura)

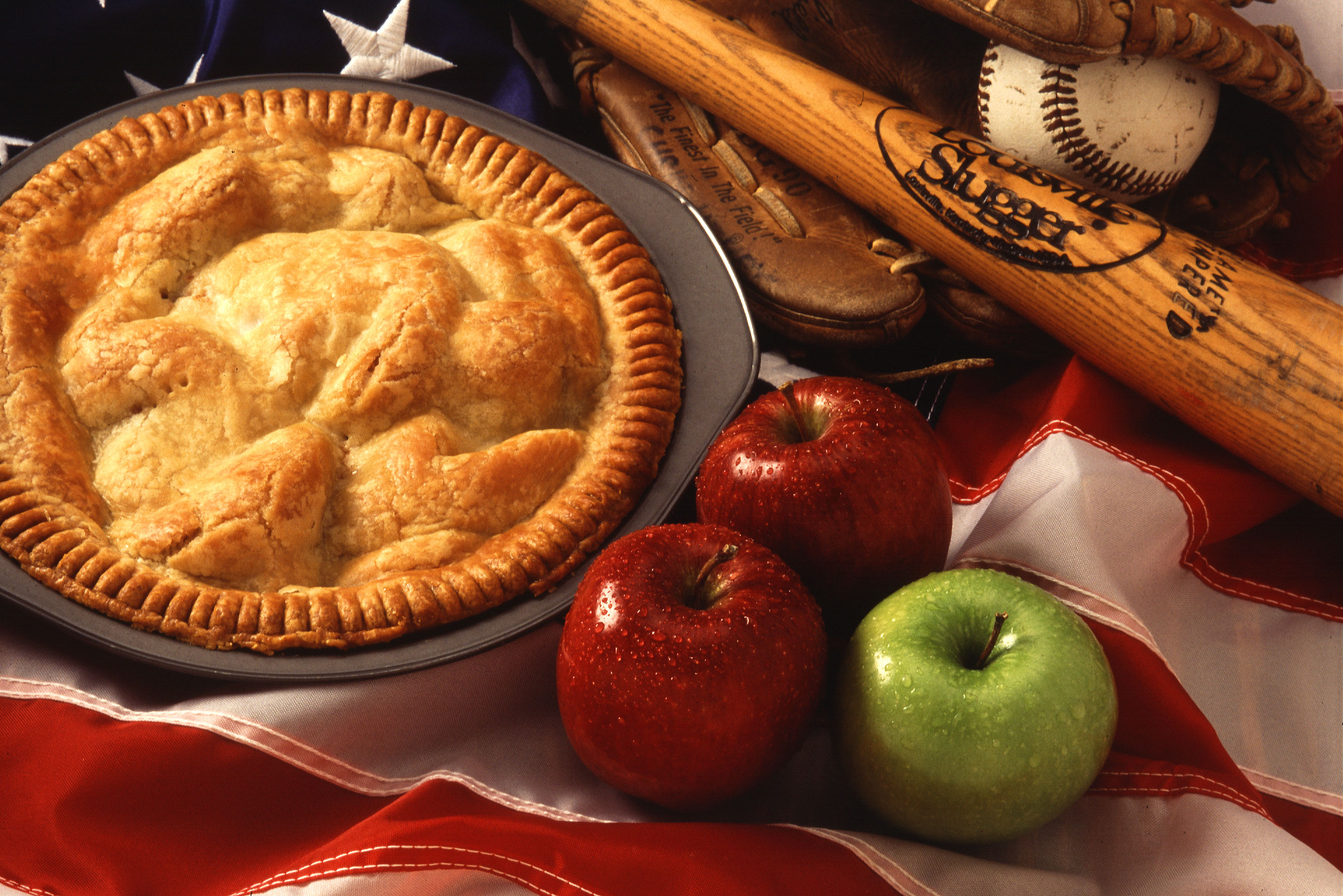
Tarta de manzana y un bate de béisbol sobre la bandera, símbolos de la Cultura de Estados Unidos

Americana es una palabra de la lengua inglesa especialmente Estados Unidos para referirse a ciertos fetiches de la cultura de Estados Unidos en sus aspectos más populares e identificativos del denominado American way («modo de vida estadounidense») tanto del deporte (béisbol), como de la gastronomía (la tarta de manzana, los Diner, la hamburguesa), los personajes de cómic (Superman), ciertas composiciones musicales (las marchas de John Philip Sousa, la Rhapsody in Blue de George Gershwin), ciertas imágenes calificadas de folk art (Norman Rockwell), etc.
En las artes visuales, las producciones identificadas con el término Americana suele tratar aspectos marginales de la cultura histórica estadounidense como carnavales, diversiones populares tales como los side-shows, tipografía y señales vernáculas, antiguas películas de horror del estilo de la «casa encantada», los antiguos western, y las culturas backwoods; así como la literatura gótica de autores estadounidenses como Edgar Allan Poe o Ray Bradbury.

## Género musical
El género denominado Americana, dentro de la música folclórica de Estados Unidos, abarca el bluegrass, blues, zydeco y otras formas inspiradas en las raíces, como el country alternativo con el que a menudo se identifica de forma restringida.
Una de las principales razones por las que abarca tantos géneros musicales se debe a las diversas influencias culturales que los estadounidenses consideran americanas. Por ejemplo, los instrumentos tradicionales del bluegrass son el banyo, las guitarras de origen europeo, y un particular estilo de violín con raíces irlandesas, escocesas y galesas, llamado fiddle, que es el mismo instrumento pero con una afinación peculiar.
El grupo canadienese de los 60 The Band se considera la mayor influencia moderna en la Americana, sobre todo en el rock.
La revista bimensual No Depression versa sobre este tipo de música.